# Shrek – Das Musical
Shrek – Das Musical ist ein Musical von Jeanine Tesori (Musik) und David Lindsay-Abaire (Buch und Gesangstexte).
Das Musical basiert auf dem Dreamworks Film Shrek und dem Buch von William Steig. Die deutsche Übersetzung stammt von Kevin Schroeder und Heiko Wohlgemuth.
Die Broadway Produktion wurde bei den Tony Awards 2009 für 8 Preise nominiert.

## Inhalt

### Erster Akt
Als 7-Jähriger wird der Oger Shrek von seinen Eltern weggeschickt, um alleine zurechtzukommen. Wegen seines Aussehens wird er von einem wütenden Mob angegriffen und findet dann sein neues Zuhause alleine und verbittert in einem Sumpf. Doch als Erwachsener wird die Einsamkeit im Sumpf gestört, als Lord Farquaad die Märchenwesen aus seinem Königreich Duloc in den Sumpf verbannt. Shrek macht sich auf den Weg zu Lord Farquaad, um sich zu beschweren und den Sumpf wieder für sich selbst zu bekommen. Auf dem Weg trifft er einen gesprächigen Esel, der ihn fortan begleitet. Lord Farquaad willigt ein, Shrek den Sumpf zu überlassen, wenn dieser für ihn Prinzessin Fiona aus den Fängen eines Drachens befreit. Die Rettung gelingt und die 3 ungewöhnlichen Gefährten machen sich gemeinsam auf den Rückweg nach Duloc.

### Zweiter Akt
Während der Rückreise kommen Shrek und Prinzessin Fiona sich näher, ohne dass Shrek ahnt, dass sich Fiona nachts ebenfalls in einen Oger verwandelt. Bevor Shrek seine Gefühle für Prinzessin Fiona gestehen kann, überhört er ein Gespräch zwischen Prinzessin Fiona und dem Esel, in dem er missversteht, dass sie ihn als hässliches Biest bezeichnet, das niemand lieben könnte (während sie aber von sich sprach).
Wütend liefert Shrek Fiona bei Lord Farquaad ab, wo Prinzessin Fiona darauf besteht, dass die Hochzeit noch vor dem Sonnenuntergang stattfindet. Zurück in seinem Sumpf kommt es zum Streit zwischen dem Esel und Shrek, woraufhin dieser ihm verrät, dass Prinzessin Fiona nicht über ihn, sondern über sich gesprochen hatte. Zusammen mit den Märchenwesen kommen sie noch rechtzeitig vor der Trauung an und Shrek erklärt seine Liebe für Prinzessin Fiona. Als die beiden sich küssen, verwandelt sie sich in ihre wahre Form, sie ist nun ebenfalls ein Oger.

## Musiknummern
(Quelle: )

### Akt I
1. Ouvertüre
2. Schöne strahlende Welt
3. Was für'n Märchen ist das?
4. Wie geht's Duloc (Teil 1)
5. Wie geht's Duloc (Teil 2)
6. Heut' ist der Tag
7. Wanderlied
8. Für immer
9. So werden Träume wahr
10. So möcht' ich sein

### Akt II
1. Der frühe Vogel
2. Ich glaub, das schlägst du nie
3. Geh ran
4. Nur ein Wort
5. Die Ankunft von Farquaad
6. Schöne strahlende Welt – Reprise #1
7. Freie Fahrt für Freaks
8. Hochzeitsmarsch
9. Finale